# Anatrachyntis rileyi
Anatrachyntis rileyi ist ein Schmetterling (Nachtfalter) aus der Familie der Prachtfalter (Cosmopterigidae).

## Merkmale
Die Falter erreichen eine Flügelspannweite von 9 bis 11 Millimeter. Der Kopf ist fahl rötlich braun und an den Seiten etwas dunkler. Die Fühler sind schwarzbraun und in der distalen Hälfte weiß geringelt. Im Apikalbereich gibt es drei dunkelbraune Abschnitte, die jeweils aus fünf Segmenten bestehen und jeweils von einem weißen Segment getrennt sind. Die Labialpalpen sind weiß. Das zweite Segment hat außen und in der Mitte weiße Bänder und innen mittig einen graubraunen Fleck. Das dritte Segment hat dunkelbraune subbasale, mediale und subapikale Ringe. Thorax und Tegulae sind rötlich braun. Die Vorderflügel sind rötlich braun und in der Costalhälfte braun durchmischt. Eine undeutliche und sehr unregelmäßige ockerfarbene Binde befindet sich bei 1/4 der Vorderflügellänge. Sie ist an der Costalader in Richtung Basis verlängert und innen schwarzbraun gesäumt. Die zweite Binde vor der Flügelmitte reicht nicht bis zur Costalader und zum Flügelinnenrand. Sie ist schwarzbraun gesprenkelt. Ein dunkler graubrauner Subcostalstrich verläuft von der zweiten Binde zum Flügelaußenrand. Ein schmaler, länglicher, ockerfarbener Strich reicht vom Innenwinkel in die dorsalen Fransenschuppen. Am Apex befindet sich ein schwarzbrauner Fleck, an den innen ein ockerfarbener Costalfleck grenzt. Eine schmale, schwarzbraune Linie verläuft oberhalb des Apikalflecks auf den Fransenschuppen, zwei weitere befinden sich darunter. Die Fransenschuppen sind rötlich braun und am Apex schwarzbraun. In Richtung des Flügelinnenrandes werden sie ockerfarben. Die Hinterflügel sind dunkelgrau und haben an der Basis einen ockerfarbenen Strich. Die Fransenschuppen sind ockerfarben. Die ersten drei Segmente des Abdomens sind dorsal ockerfarben, die übrigen Segmente sind fahl gelblich grau.
Bei den Männchen ist das rechte Brachium nahezu gerade und läuft spitz zu. Das linke Brachium ist kurz und dick. Die Valven sind spatelförmig und an der Basis schmal. Der obere Rand ist in der Basalhälfte konkav und am unteren Rand gerade. Der Apex ist gerundet.
Die Weibchen haben ein zylindrisches Sterigma, welches hinten gerundet ist. Es steht aus der Falte zwischen dem 7. und 8. Sternit leicht vor. Der Ductus bursae ist kürzer als das Corpus bursae.
Die ausgewachsenen Raupen erreichen eine Länge von 7 bis 8 Millimeter. Sie sind zylindrisch und tief weinrot gefärbt. Der Kopf ist hellbraun, die Fresswerkzeuge sind schwärzlich. Der braune Thorakalschild ist breit, ungeteilt und stark chitinisiert. Die Analplatte ist hellbraun. Die Tuberkel sind klein und weißlich. Sie sind mit langen, hellbraunen Haaren versehen. Wegen der auffälligen Färbung der Raupen wird die Art im englischen Sprachraum als „pink cornworm“, „pink bud moth“ oder „pink scavenger caterpillar“ bezeichnet.
Die Puppe ist 7 bis 8 Millimeter lang und gelblich braun gefärbt.

## Verbreitung
Anatrachyntis rileyi ist auf den Kanarischen Inseln, in Japan, Thailand, Nordamerika, auf den Galapagos-Inseln, in Nordaustralien und Hawaii, sowie in Afrika, (Mauritius, Südafrika, Uganda) bekannt. Im Süden der USA ist die Art weit verbreitet.

## Biologie
Die Raupen entwickeln sich normalerweise an abgestorbenem Pflanzenmaterial. Sie wurden unter anderem an verrottenden Baumwollkapseln gefunden. Weiterhin fressen sie an Samen und getrockneten Früchten (Baumwollsamen, Mais (Zea mays), Sorghumhirsen (Sorghum), Maisstängeln- und Schoten, in den Blüten des Wunderbaums (Ricinus communis)). Gelegentlich treten die Raupen auch als Blattminierer an Aloen (Aloe) und Rochea-Arten in Erscheinung. Sie verpuppen sich in einem weißlichen Kokon am Fraßplatz. Die Puppenruhe dauert 11 bis 13 Tage. Die Falter können fast das ganze Jahr über nachgewiesen werden. Die Art bildet drei Generationen pro Jahr. Die letzte Generation überwintert. In den Tropen gibt es vermutlich keine Diapause.

### Parasitoide
Anatrachyntis rileyi wird von verschiedenen Brackwespenarten (Agathis hawaiicola, Apanteles), Plattwespenarten (Perisierola emigrata, Pristomerus hawaiiensis) und Schlupfwespenarten (Trathala flavoorbitalis, Idechthis – nicht zu verwechseln mit der Eulenfaltergattung Idechthis Hübner, 1821, die ein Synonym von Ascalapha  Hübner, 1909 darstellt) parasitiert.

### Fressfeinde
Anatrachyntis rileyi zählt zum Beutespektrum von Langfühlerschrecken (Conocephalus saltator) und Faltenwespen (Pachodynerus nasidens, Polistes aurifer, Polistes olivaceus).

## Systematik
Aus der Literatur sind folgende Synonyme bekannt:
- Batrachedra rileyi Walsingham, 1882
- Batrachedra stigmatophora Walsingham, 1897
- Pyroderces rileyi (Walsingham)
- Sathrobrota rileyi (Walsingham)
- Pyroderces stigmatophora (Walsingham)
- Anatrachyntis stigmatophora (Walsingham)

## Belege
1. 1 2 3 4 5 6 7  J. C. Koster, S. Yu. Sinev: Momphidae, Batrachedridae, Stathmopodidae, Agonoxenidae, Cosmopterigidae, Chrysopeleiidae. In: P. Huemer, O. Karsholt, L. Lyneborg (Hrsg.): Microlepidoptera of Europe. 1. Auflage. Band 5. Apollo Books, Stenstrup 2003, ISBN 87-88757-66-8, S. 129 (englisch).
2. 1 2 3 4 5 6 7  Elwood C. Zimmerman: Insects of Hawaii. Volume 9. Microlepidoptera. Part III. Gelechioidea. University Press of Hawaii, Honolulu 1978, Seite 1044
3. 1 2  Anatrachyntis rileyi bei Fauna Europaea. Archiviert vom Original im Internet Archive. Abgerufen am 24. Januar 2012
4. ↑  Ikenaga Hiroshi, Yasuda Koji, Hirano Koji et al. (2000): Seasonal Prevalence of Pink Scavenger Caterpillar, Anatrachyntis rileyi (Walsingham) (Lepidoptera: Cosmopterigidae) in Rice and Feed Mills.  Japanese Journal of Applied Entomology and Zoology 44(4), Seite 229–234 (Abstract (Seite dauerhaft nicht mehr abrufbar, festgestellt im Oktober 2024. Suche in Webarchiven))
5. ↑  O. Saito (1992): A new record of pink cornworm, Anatrachyntis rileyi Walsingham Lepidoptera, Cosmopterigidae, a pest of corn, from Thailand, with some ecological notes. Japanese Journal of Entomology 60(2), Seite 463–464
6. 1 2  Pyroderces rileyi (Walsingham, 1882). Don Herbison-Evans, Stella Crossley, abgerufen am 25. Januar 2012.
7. ↑  afromoths.net